# بوگورودسکویه (شهرستان ملئوزوفسکی، باشقیرستان)
بوگورودسکویه (انگلیسی: Bogorodskoye, Meleuzovsky District, Republic of Bashkortostan) یک شهرک در شهرستان ملئوزوفسکی استان باشقیرستان کشور روسیه است.